# Slang krótkofalarski
Slang krótkofalarski – slang używany przez krótkofalowców z całego świata. Został stworzony, aby skrócić czas potrzebny na nadanie wiadomości alfabetem Morse’a. Większość wyrazów stworzonych na potrzeby tego slangu to skróty pochodzące od słów angielskich lub ciągi liter, które po przeczytaniu mają wydźwięk podobny jak słowa w języku angielskim. Do odczytania większości skrótów występujących w tym slangu wystarczy podstawowa znajomość języka angielskiego. Poniższa tabela zawiera podstawowe skróty. W kolumnie „Pochodzenie” podano wyraz/wyrażenie z języka angielskiego; zaznaczono, jeśli źródłem jest inny język.
| Słowo w slangu     | Pochodzenie                               | Polskie znaczenie                                                                  |
| ------------------ | ----------------------------------------- | ---------------------------------------------------------------------------------- |
| AA                 | all after                                 | wszystko po…                                                                       |
| AB                 | all before, about                         | wszystko przed…, około                                                             |
| ABT                | about                                     | około                                                                              |
| AC                 | alternating current                       | prąd przemienny                                                                    |
| ADR                | address                                   | adres                                                                              |
| AER                | aerial                                    | antena                                                                             |
| AF                 | audio frequency                           | częstotliwość dźwięku                                                              |
| AGN                | again                                     | powtórnie, znów                                                                    |
| AHD                | ahead                                     | naprzód                                                                            |
| ALNG               | along                                     | wzdłuż                                                                             |
| AM                 | amplitute modulation ante meridiem (łac.) | modulacja amplitudy przed południem                                                |
| AMP                | ampere                                    | amper                                                                              |
| ANI                | any                                       | dowolny, każdy                                                                     |
| ANS                | answer                                    | odpowiedź                                                                          |
| ANT                | antenna                                   | antena                                                                             |
| AS                 | –                                         | poczekaj (nadawany jako jeden znak)                                                |
| AT                 | at                                        | o godzinie                                                                         |
| AUD                | audibility                                | słyszalność                                                                        |
| AUSSIE             | –                                         | australijski krótkofalowiec                                                        |
| AVC                | automatic volume control                  | automatyczna regulacja wzmocnienia                                                 |
| AWH                | Auf wiederhören (niem.)                   | do usłyszenia                                                                      |
| AWS                | Auf wiedersehen (niem.)                   | do widzenia                                                                        |
| BA                 | buffering amplifier                       | wzmacniacz izolujący w nadajniku (separator)                                       |
| BCI                | broadcast interference                    | zakłócenia w odbiorze radiofonicznym                                               |
| BCL                | broadcast listener                        | radiosłuchacz                                                                      |
| BCUS, BECUS        | because                                   | ponieważ, bo                                                                       |
| BD                 | bad                                       | zły, źle                                                                           |
| BEAM               | beam                                      | antena kierunkowa                                                                  |
| BEST               | best                                      | najlepszy                                                                          |
| BF, BFRE, B4       | before                                    | przed                                                                              |
| BFO                | beat frequency oscilator                  | generator do odbioru radiotelegrafii i SSB                                         |
| BK                 | break                                     | przerwa                                                                            |
| BLV                | believe                                   | sądzić, przypuszczać                                                               |
| BOX                | box                                       | skrytka pocztowa                                                                   |
| BT                 | but                                       | ale                                                                                |
| BTR                | better                                    | lepiej                                                                             |
| BTU                | back to you                               | z powrotem do ciebie                                                               |
| BTWN               | between                                   | pomiędzy                                                                           |
| BU                 | buffer                                    | separator                                                                          |
| BUG                | bug                                       | półautomatyczny klucz do telegrafii                                                |
| BUK                | book                                      | książka                                                                            |
| BURO, BUREAU       | bureau                                    | biuro                                                                              |
| BY                 | by                                        | przez, od                                                                          |
| CALL               | call                                      | znak wywoławczy, wywoływać                                                         |
| CB                 | call back                                 | odpowiedz, proszę odpowiedzieć                                                     |
| CC                 | crystal controlled                        | kwarcowy                                                                           |
| CFM                | confirm, confirmation                     | potwierdzać, potwierdzenie                                                         |
| CL                 | close                                     | wyłączam stacje (równoważne dla QRT w kodzie Q)                                    |
| CLD                | called                                    | wołał                                                                              |
| CLG                | calling                                   | wołający                                                                           |
| CMG                | coming                                    | przychodzący, nadchodzący                                                          |
| CN                 | can                                       | móc, może                                                                          |
| CNT                | can't                                     | nie móc, nie może                                                                  |
| CO                 | cristal oscilator                         | generator kwarcowy                                                                 |
| CONGRATS           | congratulations                           | gratulacje                                                                         |
| CP                 | counerpoise                               | przeciwwaga                                                                        |
| CPY, CPI           | copy                                      | odbierać                                                                           |
| CQ                 | seek you                                  | wywołanie ogólne                                                                   |
| CRD                | card                                      | karta                                                                              |
| CTS                | countries                                 | kraje                                                                              |
| CUAGN, CUA         | see you again                             | do następnego spotkania, do usłyszenia/zobaczenia                                  |
| CUD                | could                                     | móc, mógłbym                                                                       |
| CUDNT              | couldn't                                  | nie móc, nie mogę                                                                  |
| CUL                | see you later                             | do usłyszenia później, do zobaczenia                                               |
| CUM                | come                                      | przyjść, przychodzić                                                               |
| CW                 | continuous wave                           | fala ciągła/telegrafia                                                             |
| D, DWN             | down                                      | w dół, niżej                                                                       |
| DBL                | double                                    | podwójny                                                                           |
| DC                 | direct current                            | prąd stały                                                                         |
| DCN                | direction                                 | kierunek                                                                           |
| DE                 | po hiszpańsku „z”                         | tu, z tej strony                                                                   |
| DNT                | don't                                     | nie rób tego                                                                       |
| DR                 | dear                                      | drogi (zwrot do kogoś)                                                             |
| DUNNO              | don't know                                | nie wiem                                                                           |
| DX                 | distant                                   | daleka łączność, rzadki kraj, duża odległość                                       |
| EL, ELS            | element, elements                         | element, elementy                                                                  |
| EM                 | them                                      | ich                                                                                |
| ENAF               | enough                                    | dość, dosyć                                                                        |
| EU                 | Europe                                    | Europa                                                                             |
| EX                 | ex                                        | były                                                                               |
| FAN                | –                                         | radiooperator nasłuchowiec                                                         |
| FB                 | fine business                             | coś dobrego, wręcz znakomitego                                                     |
| FD                 | frequency doubler                         | podwajacz częstotliwości                                                           |
| FR, FOR            | for                                       | dla, za                                                                            |
| FEW                | few                                       | kilka                                                                              |
| FM                 | from frequency modulation                 | od modulacja częstotliwości                                                        |
| FONE               | telephone, phone                          | telefon, fonia, radiotelefonia                                                     |
| FRD                | friend                                    | kolega, przyjaciel                                                                 |
| FREQ, FQ           | frequency                                 | częstotliwość                                                                      |
| FRM, FROM          | from                                      | od                                                                                 |
| FWD                | forward                                   | w przód                                                                            |
| FYI                | for your information                      | do twojej wiadomości                                                               |
| GA                 | good afternoon go ahead                   | dzień dobry zaczynaj, działaj                                                      |
| GANG               | gang                                      | grupa                                                                              |
| GB                 | good bye                                  | żegnaj                                                                             |
| GD                 | good day                                  | dzień dobry                                                                        |
| GE                 | good evening                              | dobry wieczór                                                                      |
| GEN                | generator                                 | generator                                                                          |
| GESS               | guess                                     | przypuszczam, domyślam się, zgaduje że                                             |
| GG, GNG            | going                                     | idzie                                                                              |
| GL                 | good luck                                 | powodzenia                                                                         |
| GLD                | glad                                      | zadowolony, uradowany                                                              |
| GM                 | good morning                              | dzień dobry (rano)                                                                 |
| GMT                | Greenwich Mean Time                       | czas Greenwich                                                                     |
| GN                 | good night                                | dobranoc                                                                           |
| GND                | ground                                    | uziemienie, masa, ziemia                                                           |
| GUD                | good                                      | dobry                                                                              |
| GV, GVG            | give, giving                              | daj, dawać                                                                         |
| HAM                | ham                                       | krótkofalowiec, radioamator                                                        |
| HF                 | high frequency                            | wysoka częstotliwość                                                               |
| HLO                | hallo                                     | halo                                                                               |
| HP                 | high power                                | duża moc                                                                           |
| HPI                | happy                                     | szczęśliwy                                                                         |
| HQ                 | headquarters                              | kwatera główna, zarząd główny                                                      |
| HR                 | here                                      | tutaj, tu                                                                          |
| HRD                | heard                                     | słyszał, słyszałem                                                                 |
| HT                 | high tension                              | wysokie napięcie                                                                   |
| HUM                | hum                                       | przydźwięk                                                                         |
| HV, HVE            | have                                      | mam, mieć, ma                                                                      |
| HVI                | heavy                                     | ciężki                                                                             |
| HVNT               | haven't                                   | nie mam, nie ma                                                                    |
| HW                 | how?                                      | jak?                                                                               |
| HWS                | how is?                                   | jak jest?                                                                          |
| HWSAT              | how is about that?                        | co Ty/wy/oni na to?                                                                |
| IF                 | intermediate frequency if                 | częstotliwość pośrednia jeżeli                                                     |
| IM                 | I'm                                       | ja jestem                                                                          |
| IN                 | in                                        | w                                                                                  |
| INFO               | information                               | informacja                                                                         |
| INPT               | input                                     | wejście (w sensie elektrotechnicznym)                                              |
| IRPT               | I repeat                                  | powtarzam                                                                          |
| IS                 | is                                        | jest                                                                               |
| K                  | ang. to key                               | proszę nadawać (zwrot ogólny)                                                      |
| KC                 | kilocycle                                 | kiloherc                                                                           |
| KHZ                | KHz                                       | kiloherc                                                                           |
| KN                 | over to you                               | proszę nadawać (zwrot w łączności z konkretną stacją)                              |
| KNW                | know                                      | wiedzieć                                                                           |
| KW                 | kilowatt                                  | kilowat                                                                            |
| KY                 | key                                       | klucz (telegraficzny)                                                              |
| LAT                | latitude                                  | szerokość geograficzna                                                             |
| LDSKPR, LS         | loudspeaker                               | głośnik                                                                            |
| LF                 | low frequency                             | niska częstotliwość                                                                |
| LFT                | left                                      | opuszczać, opuściłem                                                               |
| LIC, LIS           | license                                   | licencja, pozwolenie radiowe                                                       |
| LKG                | looking                                   | szukać, patrzeć                                                                    |
| LOG                | logbook                                   | dziennik pracy stacji                                                              |
| LONG               | long longitude                            | długi szerokość geograficzna                                                       |
| LOTSA              | lots of                                   | dużo …                                                                             |
| LP                 | long path                                 | dłuższą drogą                                                                      |
| LR                 | last received                             | ostatnio odebrane                                                                  |
| LS                 | last sended                               | ostatnio nadane                                                                    |
| LSN, LSTN          | listen                                    | słuchać                                                                            |
| LT                 | low tension                               | niskie napięcie                                                                    |
| LTR                | letter                                    | list                                                                               |
| LW                 | long wire                                 | antena „long wire”                                                                 |
| MA                 | miliammeter                               | miliamperomierz                                                                    |
| MAG                | magazine                                  | czasopismo, magazyn                                                                |
| MC                 | megacycle                                 | megaherc                                                                           |
| MF, MFD            | microfarad                                | mikrofarad                                                                         |
| MHZ                | MHz                                       | megaherc                                                                           |
| MIKE               | mike                                      | mikrofon                                                                           |
| MILL               | –                                         | maszyna do pisania                                                                 |
| MILS               | miliamperes                               | miliampery                                                                         |
| MIN                | minute                                    | minuta                                                                             |
| MISD               | missed                                    | przegapić                                                                          |
| MNI                | many                                      | dużo                                                                               |
| MNL                | manual                                    | ręczny                                                                             |
| MO                 | master oscilator moment                   | generator sterujący moment                                                         |
| MOD                | modulation                                | modulacja                                                                          |
| MSG                | message                                   | wiadomość                                                                          |
| MST                | must                                      | muszę, musisz, musieć                                                              |
| MTR                | meter                                     | metr                                                                               |
| MY, MI             | my, mine                                  | mój, moje                                                                          |
| N                  | no                                        | nie                                                                                |
| NG                 | no good                                   | niedobrze                                                                          |
| NIL                | nothing                                   | nic                                                                                |
| NITE               | night                                     | noc                                                                                |
| NM                 | nothing more                              | nic więcej                                                                         |
| NN                 | noon                                      | południe (pora dnia)                                                               |
| NR                 | near number                               | blisko, w pobliżu numer                                                            |
| NVR                | never                                     | nigdy                                                                              |
| NW                 | now                                       | teraz                                                                              |
| OB                 | old boy                                   | przyjaciel                                                                         |
| OC                 | old chap                                  | stary kolega                                                                       |
| ODX                | –                                         | najdalszy DX                                                                       |
| OFT                | often                                     | często                                                                             |
| OK                 | all correct                               | ok, wszystko w porządku                                                            |
| OM                 | old man                                   | stary przyjaciel                                                                   |
| ONLI               | only                                      | tylko                                                                              |
| OP                 | operator                                  | operator                                                                           |
| OPS                | operators                                 | operatorzy                                                                         |
| OSC                | oscilator                                 | oscylator                                                                          |
| OT                 | old timer                                 | stary, doświadczony krótkofalowiec                                                 |
| OUTPUT             | output                                    | moc wyjściowa                                                                      |
| PA                 | power amplifier                           | wzmacniacz mocy                                                                    |
| PART               | part                                      | część, częściowy                                                                   |
| PDC                | pure DC                                   | czysty prąd stały                                                                  |
| PER                | –                                         | za                                                                                 |
| PIRATE             | pirate                                    | nielicencjonowany nadawca                                                          |
| PM                 | past meridium (łac.)                      | po południu                                                                        |
| POB                | post office box                           | skrytka pocztowa                                                                   |
| PR                 | packet-radio                              | packet-radio                                                                       |
| PSE                | please                                    | proszę                                                                             |
| PSED               | pleased                                   | zadowolony                                                                         |
| PT                 | point                                     | punkt                                                                              |
| PWR                | power                                     | moc                                                                                |
| RCD                | received                                  | odebrane, odebrałem                                                                |
| RCTF               | rectifier                                 | prostownik                                                                         |
| RCVR, RX           | receiver                                  | odbiornik                                                                          |
| RDI                | ready                                     | gotów                                                                              |
| RIG                | rig                                       | radiostacja, nadajnik                                                              |
| RITE               | write                                     | napisz, pisać                                                                      |
| RMKS               | remarks                                   | uwagi                                                                              |
| ROK                | received all correct (received OK)        | odebrałem bezbłędnie                                                               |
| RPRT, RST          | report                                    | raport                                                                             |
| RPT                | repeat                                    | powtarzać, powtórzenie                                                             |
| SA                 | say                                       | mówią, mówić, powiedz                                                              |
| SEC                | second                                    | sekunda, drugi                                                                     |
| SET                | set                                       | zespół, urządzenie                                                                 |
| SIG, SIGS          | signal, signals                           | sygnał, sygnały                                                                    |
| SIGN               | signature                                 | sygnatura, podpis                                                                  |
| SK                 | silent key                                | 1. koniec nadawania; 2. nieżyjący radioamator                                      |
| SN                 | soon                                      | wkrótce                                                                            |
| SOS                | Save Our Souls                            | „Ratujcie nasze dusze” – międzynarodowy sygnał niebezpieczeństwa, wzywanie pomocy. |
| SPK                | speak                                     | mówić                                                                              |
| SRI                | sorry                                     | przepraszam                                                                        |
| SSB                | single sideband                           | modulacja jednowstęgowa                                                            |
| STDI               | steady                                    | stały                                                                              |
| STN                | station                                   | stacja                                                                             |
| SUM                | some                                      | trochę                                                                             |
| SURE               | sure                                      | pewny, na pewno                                                                    |
| SVC                | service                                   | służba, połączenie                                                                 |
| SW                 | switch short waves                        | wyłącznik fale krótkie                                                             |
| SWL                | short wave listener                       | nasłuchowiec                                                                       |
| SWR                | standing wave ratio                       | współczynnik fali stojącej                                                         |
| TB                 | tube                                      | lampa                                                                              |
| TEST               | test                                      | próba, test                                                                        |
| TFC                | traffic                                   | łączność regularna                                                                 |
| THRU               | thru                                      | through                                                                            |
| TILL, TIL          | till                                      | do                                                                                 |
| TIME               | time                                      | czas                                                                               |
| TK                 | take                                      | wziąć, brać                                                                        |
| TKS, TNX, THX, TKU | thanks, thank you                         | dziękuję                                                                           |
| TMW, TMR           | tomorrow                                  | jutro                                                                              |
| TONE               | tone                                      | ton                                                                                |
| TONITE, 2NITE      | tonight                                   | dziś wieczorem, dziś w nocy                                                        |
| TOO                | too                                       | także, też                                                                         |
| TR                 | there                                     | tam                                                                                |
| TRUB               | trouble                                   | kłopot, problem                                                                    |
| TRX                | transceiver                               | transceiver, odbiornik-nadajnik radiowy                                            |
| TU                 | to you                                    | do ciebie                                                                          |
| TVI                | television interference                   | zakłócenia w odbiorze TV                                                           |
| TX                 | transmitter                               | nadajnik                                                                           |
| TXT                | text                                      | tekst                                                                              |
| U                  | you                                       | Ty, wy                                                                             |
| UHF                | ultra high frequency                      | ultrakrótkie fale                                                                  |
| UL                 | you will (U will)                         | wy będziecie, Ty będziesz                                                          |
| UNLIS              | unlicensed                                | nielicencjonowany                                                                  |
| UNSTDI             | unsteady                                  | chwiejny, niestabilny                                                              |
| UP                 | up                                        | góra, w górę                                                                       |
| UT                 | universal time                            | czas uniwersalny                                                                   |
| VALVE              | valve                                     | lampa                                                                              |
| VFO                | variable frequency oscillator             | generator przestrajany                                                             |
| VIA                | via                                       | przez, poprzez                                                                     |
| VY                 | very                                      | bardzo                                                                             |
| W                  | word                                      | słowo                                                                              |
| WAT, WATSA         | what, what do you say?                    | co? Co mówisz?                                                                     |
| WEAK               | weak                                      | słaby                                                                              |
| WEN                | when                                      | kiedy                                                                              |
| WK, WRK            | work                                      | praca, pracować                                                                    |
| WKD                | worked                                    | pracował, pracowałem                                                               |
| WKG                | working                                   | pracuje, pracujesz                                                                 |
| WT                 | watt                                      | wat                                                                                |
| WW                 | world wide                                | ogólnoświatowy                                                                     |
| WX                 | weather                                   | pogoda                                                                             |
| XCUSE, XCUS        | excuse                                    | przepraszam                                                                        |
| XTAL, XTL          | crystal                                   | kwarc                                                                              |
| XYL                | ex young lady (ex YL)                     | mężatka, żona                                                                      |
| YDAY               | yesterday                                 | wczoraj                                                                            |
| YET                | yet                                       | jeszcze (w sensie jeszcze nie…)                                                    |
| YL                 | young lady                                | dziewczyna, kobieta, panna                                                         |
| YR                 | year your                                 | rok wasz, Twój                                                                     |
| YSTN               | your station (your STN)                   | Twoja/wasza stacja                                                                 |
| 55                 | –                                         | powodzenia                                                                         |
| 73                 | best regards                              | pozdrowienia                                                                       |
| 88                 | love & kisses                             | ucałowania                                                                         |
| 99                 | –                                         | zgiń, przepadnij, wszystkiego najgorszego                                          |